# ولودیمیر تیخی
ولودیمیر تیخی (انگلیسی: Volodymyr Tykhyi؛ زادهٔ ۲۵ فوریهٔ ۱۹۷۰) تهیه‌کننده فیلم، کارگردان فیلم، و فیلم‌نامه‌نویس اهل اوکراین است.